# Estação Romero Rubio
A Estação Romero Rubio é uma das estações do Metrô da Cidade do México, situada na Cidade do México, entre a Estação Oceanía e a Estação Ricardo Flores Magón. Administrada pelo Sistema de Transporte Colectivo, faz parte da Linha B.
Foi inaugurada em 15 de dezembro de 1999. Localiza-se na Avenida Oceanía. Atende os bairros Moctezuma 2ª sección e Romero Rubio, situados na demarcação territorial de Venustiano Carranza. A estação registrou um movimento de 3.001.060 passageiros em 2016.